# Benoît-Champy
Le Benoît-Champy est un canot de sauvetage en teck à voiles et à avirons. Insubmersible, il est autoredressable et à autovidange spontanée. 
Il appartient à la commune de Cayeux-sur-Mer.
Le Benoît-Champy fait l'objet d'un classement au titre des monuments historiques depuis le 21 mai 1992.

## Histoire
Un décret créant la Société centrale de sauvetage des naufragés (SCSN) est signé à Compiègne le 17 novembre 1865 par Napoléon III. Ce décret a pour but de porter secours aux naufragés, aux victimes des événements de la mer, sur toutes les côtes de France, d'Algérie et de Tunisie. 
C'est en 1874 que la station de sauvetage de Cayeux est créée. L'année suivante elle reçoit le canot baptisé Amiral Courbet qui servira jusqu'en 1901.
Le Benoît-Champy appartient à la seconde génération des canots de sauvetage de la Société centrale de sauvetage des naufragés. Il a été conçu pour intervenir dans les mers les plus fortes. Il remplacera l’Amiral Courbet dès 1901. Douze hommes sont nécessaires pour son armement, et douze chevaux pour sa mise à l'eau.
En 1957 la station de sauvetage de Cayeux est fermée et le Benoît-Champy est vendu au centre de voile des Glénans. Il est l'un des éléments de la flottille des fameux Choses et navigue alors avec un autre ancien canot de sauvetage le Papa Poydenot, classé aussi monument historique.
Dans les années 1970 il est abandonné dans une vasière de Fouesnant. De retour à Cayeux il est complètement restauré à titre bénévole par un membre de l'association d'anciens marins et sauveteurs « les Pompons rouges » ; 5 000 heures de travail y seront consacrées. 
Le canot Benoît-Champy ayant été classé au titre des objets le 21 mai 1992, la protection de son abri constitue une mesure de cohérence.

## L'abri à canot

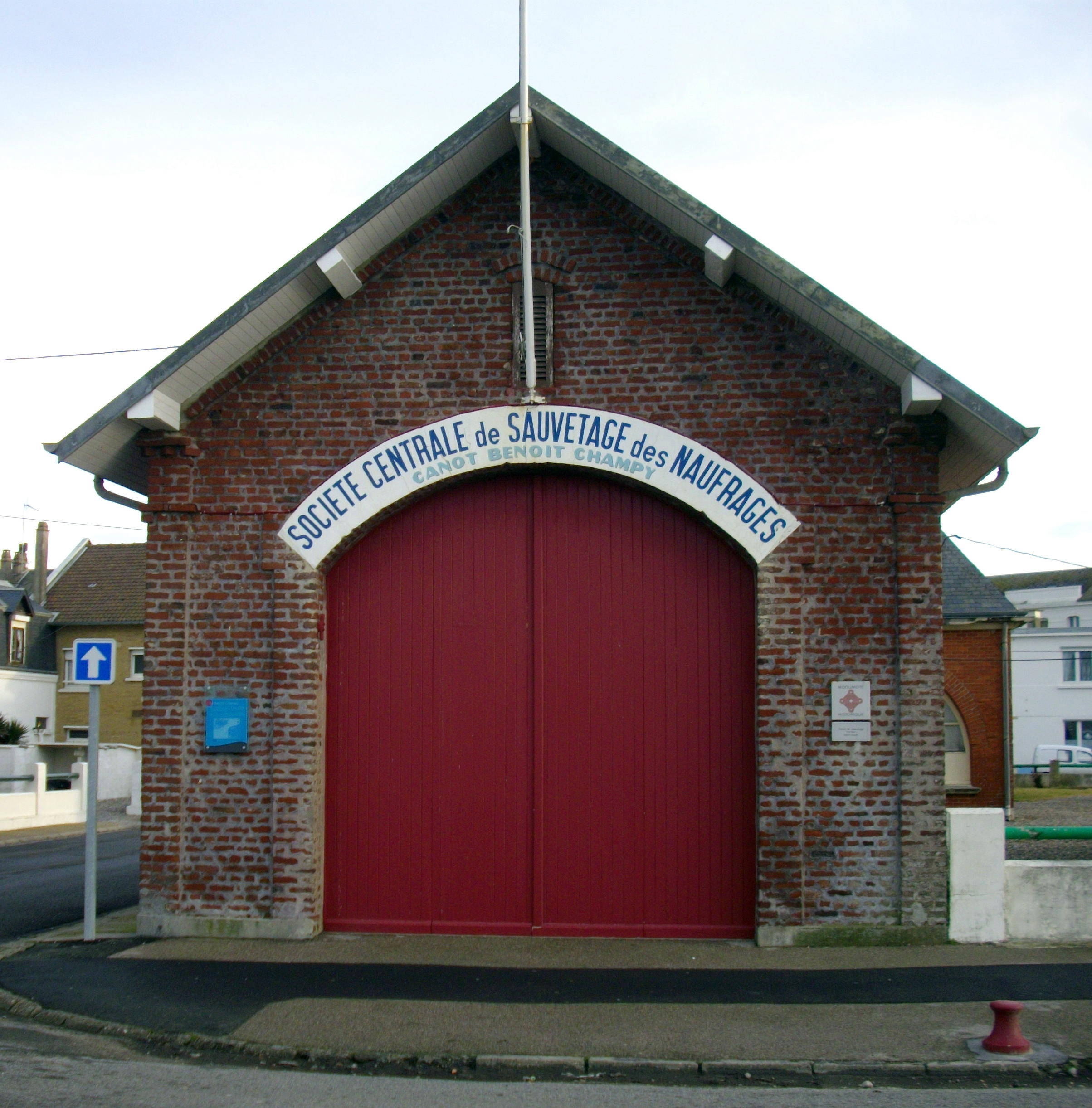
Abri du Benoît-Champy.

Construit en 1879 par les Ponts et Chaussées, l'abri du canot de sauvetage le Benoît-Champy est alors situé place de l'Amiral-Courbet. Mais le succès grandissant des bains de mer et l'essor de la station balnéaire de Cayeux obligent le déplacement de cet abri en 1913. 
Le nouvel abri est reconstruit à l'identique avec les matériaux du précédent, sur un terrain appartenant à la commune, sur le boulevard du Général-Sizaire.
En 1957, la station de sauvetage de Cayeux est fermée et l'abri perd ainsi sa fonction. 
L'abri du canot de sauvetage Benoît-Champy est inscrit en totalité aux monuments historiques par arrêté du 25 juillet 2006. C'est une construction en brique tout à fait banale, couverte d'un toit à deux pans, avant tout fonctionnelle. Mais aujourd'hui, rares sont les canots de sauvetage qui ont encore leur abri d'origine.
Cet abri constitue un atout supplémentaire pour l'histoire du sauvetage en mer dans la région picarde et le développement d'un projet de remise en valeur de la station balnéaire de Cayeux-sur-Mer.
À l'intérieur, la totalité du matériel nécessaire à la mise en fonction du canot y est conservé : baril de galère, seaux en bois, boîte à pharmacie, compas, cloche d'alarme et baquet pour rinçage de voiles… 
L'abri et son canot sont ouverts au public durant la saison balnéaire ; c'est le prétexte à la découverte de l'histoire du sauvetage en mer sur la côte picarde.